# Église Saint-Paul de Diu
L’église Saint-Paul est un édifice religieux catholique sis à Diu, sur l’île du même nom, au large de la côte occidentale de l’Inde. Construite en 1610 comme église du collège jésuite du Saint-Esprit, dans l’enclave coloniale portugaise, elle fut rebâtie au XIXe siècle. L’église est considérée comme un des beaux exemples d’architecture baroque en Inde. Mémoire de l’ancienne présence portugaise à Diu elle est aujourd’hui église paroissiale de la petite communauté catholique de Diu.

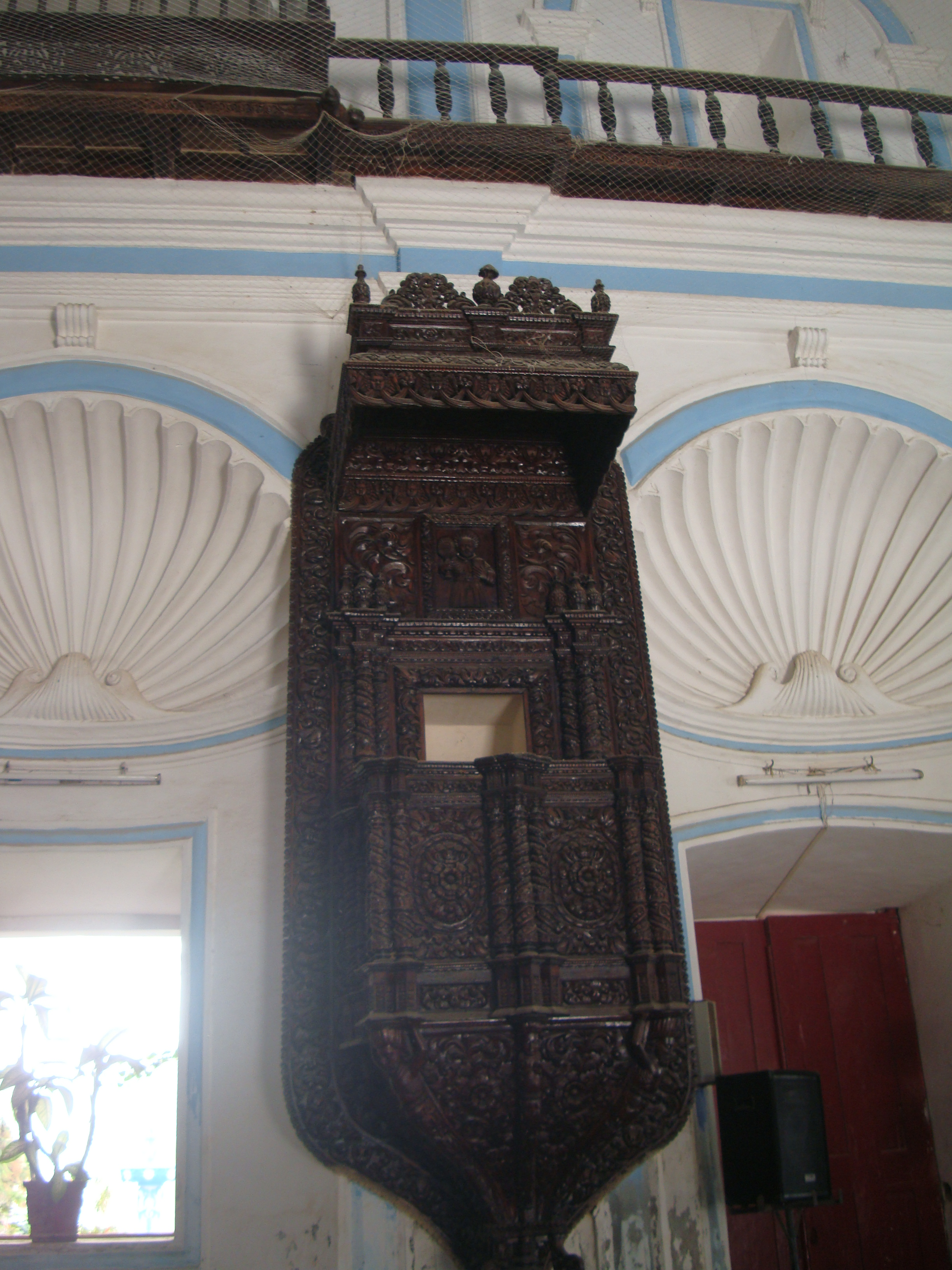
Chaire de vérité de l'église

## Histoire
Collège et église jésuites furent construits entre 1601 et 1610 à Diu, un comptoir colonial portugais sur une île au large de la côte du Gujarat. L’église dont le style architectural baroque est semblable à celui du Bon Jésus, à Goa (qui lui est contemporaine) est achevée en 1610 et dédiée à l’Immaculée Conception. Une pierre commémorative découverte dans l’église au milieu du XIXe siècle le rappelle: « Le 7 avril 1601, le samedi précédant le dimanche de la Passion, le gouverneur de cette place forte, Duarte de Mello, en compagnie du révérend prêtre vicaire Manoel Fernandes posa la première pierre dans la chapelle de cette église planifiée par le père Gaspar Soares de la Compagnie de Jésus. En laquelle mémoire cette pierre fut posée en l’année 1740 ». 
L’église fut reconstruite en 1807 et, devenue paroissiale, dédiée à l’apôtre saint Paul.  ‘Améliorée’ en 1873 elle acquit un nouveau pavement en 1888. 

## Description
La façade peut sembler être une réplique de celle de basilique du Bon Jésus de Goa. Elle en est cependant différente par le nombre d’étages - deux au lieu de  trois - et par sa décoration qui en est nettement plus élaborée. 
L’intérieur est l’un des plus raffinés que l’on trouve dans les églises portugaises en Inde: figures et volutes de stuc blanc et de bois sculpté. Les images et objets religieux - d’ivoire ou d’argent - ont cependant des tonalités qui établissent la forte influence d’artistes locaux. L’autel principal, surmonté de la statue de la Vierge Marie, est d’une seule pièce de bois teck de Birmanie. Au dessus de l’autel une voûte en semi-tonneau de couleur bleu et blanc est décorée de multiples peintures et statues.

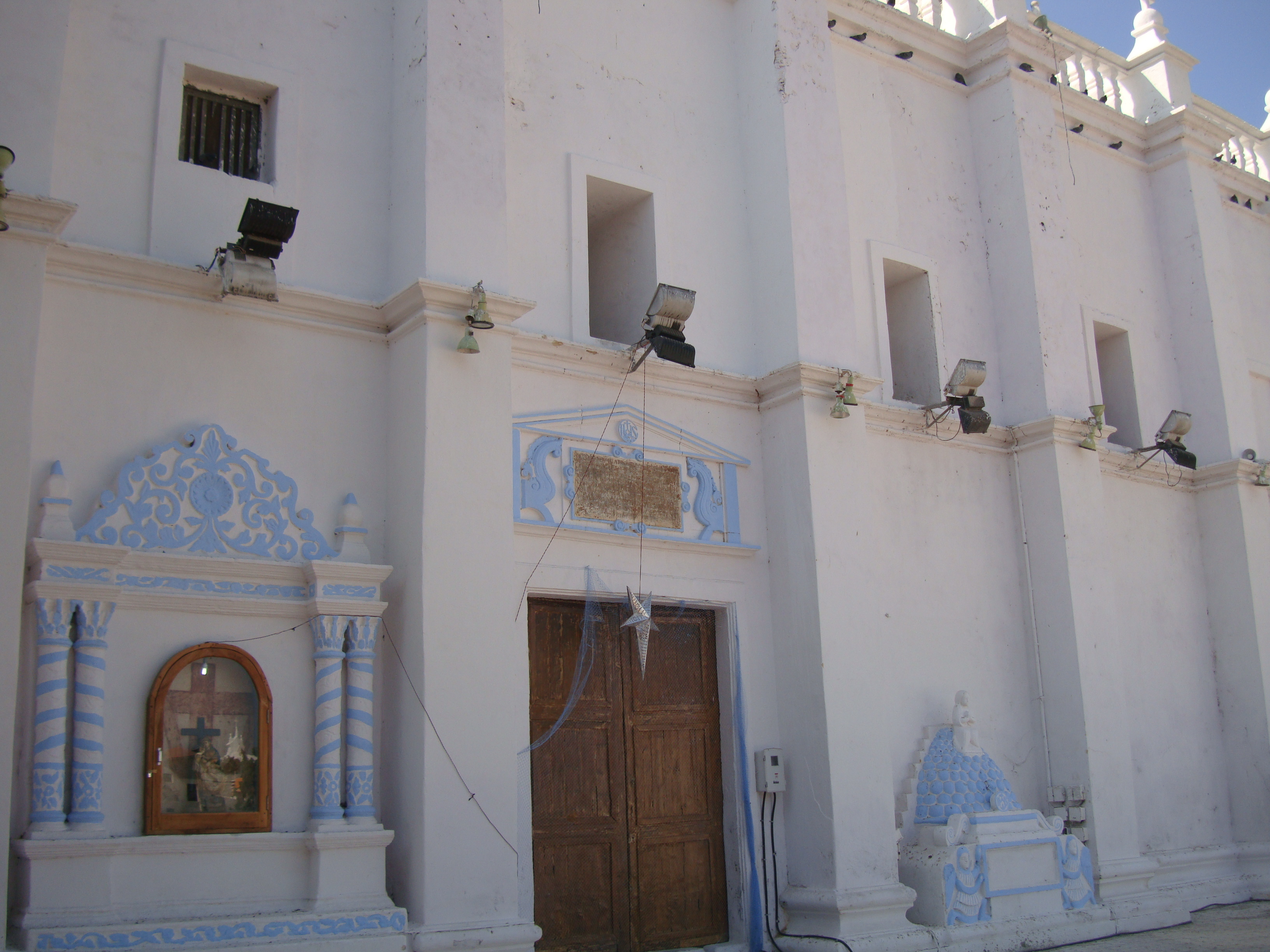
Facade de l'ancien collège

## L'ancien collège
Le bâtiment de l’ancien collège, dont la façade est parallèle à celle de l’église, formait un quadrilatère régulier autour d’un cloître intérieur duquel, au niveau du sol partaient six bâtiments. Il est séparé de l’église par la cage de l’escalier monumental qui permet d’accéder à l’étage supérieur du cloître. 
Ces bâtiments abritent des activités liées à la vie paroissiale de Diu. Bien que l’église soit dédiée à saint Paul, la paroisse a gardé l’ancien nom de l’Immaculée Conception, dont la statue trône toujours dns le sanctuaire, au dessus de l’autel principal de l’église. 